# Мшана-Дольна (гміна)
Гміна Мшана-Дольна (пол. Gmina Mszana Dolna) — сільська гміна у південній Польщі. Належить до Лімановського повіту Малопольського воєводства.
Станом на 31 грудня 2011 у гміні проживало 17170 осіб.

## Площа
Згідно з даними за 2007 рік площа гміни становила 169.83 км², у тому числі:
- орні землі: 50.00%
- ліси: 45.00%

Таким чином, площа гміни становить 17.84% площі повіту.

## Населення
Станом на 31 грудня 2011:
| Опис     | Загалом | Загалом | Чоловіки | Чоловіки | Жінки | Жінки |
| -------- | ------- | ------- | -------- | -------- | ----- | ----- |
| одиниця  | осіб    | %       | осіб     | %        | осіб  | %     |
| все      | 17170   | 100     | 8814     | 51.33    | 8356  | 48.67 |
| міське   | 0       | 100     | 0        |          | 0     |       |
| сільське | 17170   | 100     | 8814     | 51.33    | 8356  | 48.67 |

## Сусідні гміни
Гміна Мшана-Дольна межує з такими гмінами: Вісньова, Добра, Камениця, Любень, Мшана-Дольна, Недзьведзь, Пцим, Рабка-Здруй.